# Montenegrói Vízilabda- és Úszószövetség
A Montenegrói Vízilabda- és Úszószövetség (VPSCG) (montenegrói: Vaterpolo i plivački savez Crne Gore) a vízilabda és úszás szakszövetsége Montenegróban. A szövetség 1949. április 22-én alakult meg Herceg Noviban. Első elnöke Milan Vukasović volt.
Független sportszervezet, tagja a LEN-nek (Európai Úszószövetség), 2006. augusztus 21-e óta a FINA-nak (Nemzetközi Úszószövetség), valamint a Montenegrói Olimpiai Bizottságnak. Szervezi a montenegrói vízilabda-bajnokságot és a Montenegrói Vízilabda Kupát, valamint a montenegrói úszóbajnokságot. A szövetség irányítja Montenegró nemzeti vízilabda- és úszócsapatait.
Székhelye Podgoricában található, jelenlegi elnöke Nikola Milić.

## Tagok
A Montenegrói Vízilabda- és Úszószövetség tagklubjai:
- Vaterpolo plivački klub AQUATIC VERDE, Podgorica
- Plivački i vaterpolo klub BUDUĆNOST, Podgorica
- Plivački vaterpolo klub BUDVA-BUDVANSKA RIVIJERA, Budva
- Plivački klub BUTTERFLAY, Nikšić
- Vaterpolo klub VATERPOLO AKADEMIJA CATTARO, Kotor
- Plivački vaterpolo klub JADRAN, Herceg Novi
- Plivački vaterpolo klub NIKŠIĆ, Nikšić
- Plivački klub ORKA, Budva
- Vaterpolo klub PRIMORAC, Kotor
- Plivački vaterpolo klub "STARI GRAD" Budva, Budva
- Vaterpolo klub MLADOST BIJELA, Bijela

## A VPCG által szervezett versenyek
Úszás
- Montenegrói úszóbajnokság

Vízilabda
- Montenegrói férfi vízilabda bajnokság
- Montenegrói Vízilabda Kupa

## Szponzorok
A Montenegrói Vízilabda- és Úszószövetség szponzorai:
- Elektroprivreda Crne Gore (főszponzor)[4]
- Delfina
- SAVA Osiguranjw
- Meridianbet[5]
- Delfina
- JANA
- CEDIS
- Savana
- Generali
- Budvanska Rivijera
- PHARMANOVA

## Lásd még
- Montenegrói férfi vízilabda-válogatott